# Ashigara (tàu tuần dương Nhật)
Ashigara (tiếng Nhật: 足柄) là một tàu tuần dương hạng nặng của Hải quân Đế quốc Nhật Bản thuộc lớp Myōkō bao gồm bốn chiếc; những chiếc còn lại trong lớp này là Myōkō, Nachi và Haguro. Tên của nó được đặt theo một ngọn núi giáp ranh giữa hai tỉnh Kanagawa và Shizuoka, vốn còn được gọi là núi Kintoki. Ashigara đã hoạt động trong Chiến tranh Thế giới thứ hai, và bị tàu ngầm Anh Quốc đánh chìm tại vùng biển ngoài khơi Đông Ấn thuộc Hà Lan ngày 8 tháng 6 năm 1945.

## Thiết kế và chế tạo
Những con tàu trong lớp này có trọng lượng rẽ nước 13.300 tấn, dài 204 m và có thể di chuyển với tốc độ tối đa đến 36 knot (67 km/h). Chúng được trang bị dàn pháo chính bao gồm mười khẩu 203mm (8 inch), hỏa lực mạnh nhất vào thời đó đối với mọi tàu tuần dương trên thế giới. Đặc điểm khác biệt của Ashigara so với những chiếc còn lại trong lớp là nó chỉ mang theo một thủy phi cơ duy nhất thay vì hai.
Ashigara được đặt lườn tại Xưởng đóng tàu Kawasaki tại Kobe vào ngày 11 tháng 4 năm 1924, được hạ thủy vào ngày 22 tháng 4 năm 1928, và được đưa ra hoạt động cùng Hải quân Đế quốc Nhật Bản vào ngày 20 tháng 8 năm 1929.

## Lịch sử hoạt động
Khởi đầu Thế Chiến II, Ashigara tham gia cuộc Chiếm đóng the Philippines trong tháng 12 năm 1941. Sau đó, trong Trận chiến biển Java vào ngày 1 tháng 3 năm 1942, nó đã góp phần vào việc đánh chìm tàu tuần dương Anh HMS Exeter và tàu khu trục HMS Encounter.
Từ năm 1942 đến năm 1944 Ashigara được phân công các vai trò tuần tra và vận chuyển binh lính nên không có hoạt động tác chiến nào được ghi nhận.
Trong Trận chiến vịnh Leyte vào ngày 24 tháng 10 năm 1944, Ashigara dưới quyền chỉ huy của Thuyền trưởng Đại tá Hải quân Hayao Miura được phân về lực lượng của Phó Đô đốc Kiyohide Shima cùng với Nachi và tám tàu khu trục. Lực lượng này tiến vào eo biển Surigao vào ngày 25 tháng 10 sau khi lực lượng của Đô đốc Shoji Nishimura đã bị tiêu diệt. Ashigara và Nachi đã phóng các quả ngư lôi của chúng vào đối phương rồi rút lui. Trên đường rút lui Nachi bị hư hại do va chạm với chiếc tàu tuần dương Mogami.
Vào tháng 12 năm 1944, Ashigara tham gia vào cuộc tấn công lực lượng Mỹ đang đổ bộ lên đảo Mindoro thuộc Philippines. Vào ngày 26 tháng 12, nó chịu đựng một đợt không kích và bị hư hại bởi một quả bom 227 kg (500 lb), nhưng vẫn có thể bắn phá vào bãi đổ bộ của quân Mỹ trong ngày 27 tháng 12.
Vào ngày 8 tháng 6 năm 1945, Ashigara rời Batavia đi đến Singapore với 1.600 binh sĩ trên tàu và được hộ tống bởi tàu khu trục Kamikaze. Tại eo biển Bangka, chúng bị các tàu ngầm Đồng Minh USS Blueback, HMS Trenchant và HMS Stygian chặn đánh. Kamikaze tấn công Trenchant bằng hải pháo, buộc nó phải lặn xuống, rồi tiếp tục tấn công bằng mìn sâu, nhưng thuyền trưởng là Trung tá Hải quân Arthur Hezlet phát hiện ra Ashigara và bắn một loạt tám quả ngư lôi vào chiếc tàu tuần dương lúc khoảng 12 giờ 15 phút. Ashigara trúng phải năm quả ở khoảng cách 3.600 m (4.000 yard), rồi bị lật úp lúc 12 giờ 37 phút. Kamikaze cứu được 400 binh sĩ và 853 thành viên thủy thủ đoàn, trong đó có Thuyền trưởng Chuẩn Đô đốc Hayao Miura.

## Danh sách thuyền trưởng
- Yaichi Ono (sĩ quan trang bị trưởng): 1 tháng 10 năm 1928 - 8 tháng 2 năm 1929
- Choji Inoue (sĩ quan trang bị trưởng): 8 tháng 2 năm 1929 - 20 tháng 8 năm 1929
- Choji Inoue: 20 tháng 8 năm 1929 - 30 tháng 11 năm 1929
- Rokuro Hani: 30 tháng 11 năm 1929 - 1 tháng 12 năm 1930
- Tomisaburo Otagaki: 1 tháng 12 năm 1930 - 1 tháng 12 năm 1931
- Taichi Miki: 1 tháng 12 năm 1931 - 15 tháng 11 năm 1933
- Sugao Yokoyama: 15 tháng 11 năm 1933 - 15 tháng 11 năm 1935
- Takeo Sakura: 15 tháng 11 năm 1935 - 1 tháng 12 năm 1936
- Moriji Takeda: 1 tháng 12 năm 1936 - 15 tháng 12 năm 1937
- Kuninori Marumo: 15 tháng 12 năm 1937 - 3 tháng 6 năm 1938
- Daigo Tadashige: 3 tháng 6 năm 1938 - 1 tháng 12 năm 1938
- Michiaki Kamata: 1 tháng 12 năm 1938 - 15 tháng 10 năm 1940
- Tasuku Nakazawa: 15 tháng 10 năm 1940 - 5 tháng 7 năm 1941
- Yoshiyuki Ichimiya: 6 tháng 7 năm 1941 - 25 tháng 9 năm 1942
- Masami Ban: 25 tháng 9 năm 1942 - 30 tháng 1 năm 1944
- Hayao Miura: 30 tháng 1 năm 1944 - 8 tháng 6 năm 1945 (được thăng lên Chuẩn Đô đốc vào ngày 1 tháng 5 năm 1945)

### Sách
- D'Albas, Andrieu (1965). Death of a Navy: Japanese Naval Action in World War II. ISBN 0-8159-5302-X. Đã bỏ qua văn bản “Devin-Adair Pub” (trợ giúp)
- Dull, Paul S. (1978). A Battle History of the Imperial Japanese Navy, 1941-1945. Naval Institute Press. ISBN 0-87021-097-1.
- Lacroix, Eric (1997). Japanese Cruisers of the Pacific War. Linton Wells. Naval Institute Press. ISBN 0-87021-311-3.